# Allopregnanolone
L'allopregnanolone (3α-idrossi-5α-pregnan-20-one o 3α,5α-tetraidroprogesterone) è un neurosteroide prototipo presente nel sangue e nel cervello. È un metabolita del progesterone e un potente modulatore dei recettori del GABAA.
Mentre l'allopregnanolone, come altri neurosteroidi attivi per il recettore GABAA, quali l'allotetraidrodeossicorticosterone (3α,21-diidrossi-5α-pregnan-20-one; THDOC), modula positivamente tutte le isoforme del recettore del GABAA, quelle isoforme, che contengono subunità δ, mostrano un maggior potenziamento della magnitudine.
L'allopregnanolone possiede proprietà farmacologiche simili ad altri modulatori positivi dei recettori GABAA, inclusi ansiolitici e molecole ad attività anticonvulsiva.
La biosintesi dell'allopregnanolone inizia con la conversione del progesterone nel 5α-diidroprogesterone da parte della 5α-riduttasi tipo I. Poi, l'isoenzima 3α-idrossisteroide ossidoriduttasi (anche denominati 3α-idrossisteroide deidrogenasi) converte questo intermedio in allopregnanolone.
Ansietà e depressione sono effetti collaterali comuni degli inibitori della 5α-riduttasi, come la finasteride e la dutasteride, e si ritiene che siano causati, in parte, dalla prevenzione della produzione endogena di allopregnanolone.
L'epimero 5β di questo composto (pregnanolone; 3α-idrossi-5β-pregnan-20-one) ha proprietà simili a quelle dell'allopregnanolone e l'analogo 3β-metile, ganaxolone, è in fase di sviluppo per trattare l'epilessia e altre condizioni cliniche.
L'allopregnanolone aiuta la neurogenesi ed è stato scoperto che inverte la creazione del neurone e i deficit cognitivi nel modello di topo della malattia di Alzheimer.